# Midlothian, Texas
Midlothian este un oraș din nord-vestul comitatului Ellis, Texas, Statele Unite ale Americii. Orașul se află 25 mile (40 km) la sud-vest de Dallas. Este centrul industriei cimentului din nordul Texasului⁠(d), deoarece găzduiește trei unități separate de producție a cimentului, precum și un combinat siderurgic. Populația orașului Midlothian a crescut cu 121% între 2000 și 2010, ajungând la o populație de 18.037 de locuitori.

## Istorie

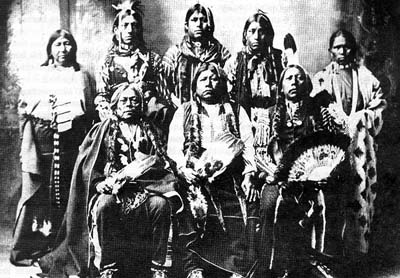
Șefii Tonkawa

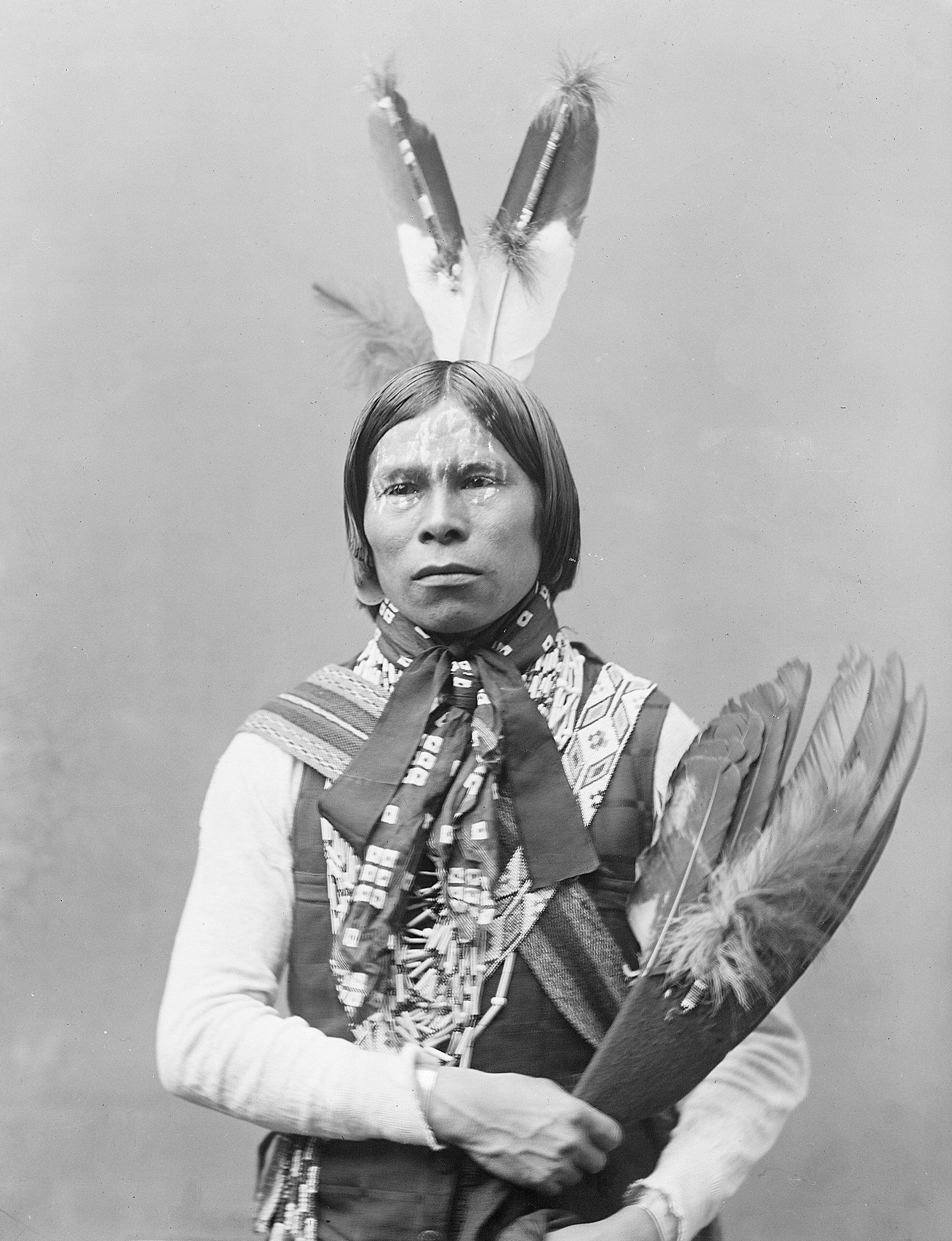
Indian Kickapoo

La începutul anilor 1800, au început să apară așezări în zona care a devenit comitatul Ellis, dar colonizarea completă a acestei zone a fost lentă până în 1846, când Sam Houston a încheiat tratate de pace între mai mulți dintre locuitorii indigeni ai regiunii și Republica Texas. Primii locuitori ai acestei zone au fost oamenii Tonkawa⁠(d), dar și alte triburi au vânat în această zonă, inclusiv oamenii Anadarko⁠(d), Bidai⁠(d), Kickapoo⁠(d) și Waco⁠(d).
Viitoarea zonă a comitatului Ellis din tânăra Republică Texas era cunoscută sub numele de Colonia Peters⁠(d), după numele unei companii de concesionare a terenurilor din Louisville, Kentucky, formată din investitori englezi și americani. Programul de granturi al tânărului antreprenor al Republicii a încurajat așezările în nordul Texasului în 1857. Puținii coloniști care locuiau în această regiune prindeau animale și le vindeau blănurile și făceau schimb de bunuri cu băștinașii. Majoritatea coloniștilor originari din comitatul Ellis proveneau din jumătatea sudică a Statelor Unite. Aceștia au venit cu tradițiile lor culturale și educaționale, cu metodele lor de agricultură și de îngrijire a animalelor de fermă și, în cazul câtorva, cu oamenii pe care i-au înrobit.
Unii dintre primii coloniști din zonă au fost familiile lui William Alden Hawkins și Larkin Newton, care s-au mutat în zonă în 1848. Pentru ca Hawkins să își poată revendica terenul de 640 de acri (260 ha) de la grupul Peters Colony, i s-a cerut să construiască o casă pe proprietatea pe care a ales-o de-a lungul gurii pârâului Waxahachie⁠(d) înainte de 1 iulie 1848. Structura a fost construită înainte de termenul impus, iar terenul de lângă actualul Hawkins Spring a revenit familiei Hawkins. Pentru Larkin Newton, care și-a mutat soția Mary și cei opt copii din Missouri, a fost dată aceeași cerință. Larkin a respectat termenul limită și a devenit proprietar al cererii sale de 640 de acri. În 1903, nepotul lui William Alden Hawkins, William Larkin Hawkins, a cumpărat terenul și a construit Casa William L și Emma Hawkins, care în prezent figurează pe lista Recorded Texas Historic Landmark⁠(d).

## Geografie
Midlothian este situat în nord-vestul comitatului Ellis. Orașele adiacente sunt Cedar Hill⁠(d) la nord, Grand Prairie la nord-vest, Venus⁠(d) la sud-vest, Waxahachie⁠(d) la sud-est și Ovilla⁠(d) la nord-est.
Conform United States Census Bureau, în 2010 orașul avea o suprafață totală de 130,5 kilometri pătrați (50,4 mi2), din care 128,9 kilometri pătrați (49,8 mi2) sunt pământ și 1,7 kilometri pătrați (0,66 mi2), sau 1,28%, sunt acoperite de apă. Jurisdicția extrateritorială a orașului Midlothian include alte 33 square milei (85 km2).

### Clima
Clima din această zonă se caracterizează prin veri calde și umede și ierni în general blânde până la răcoroase. Conform clasificării climatice Köppen, Midlothian are o climă subtropicală umedă, Cfa pe hărțile climatice.

## Demografie
Conform recensământului Statelor Unite din 2020, în oraș locuiau 35.125 de persoane, 10.462 de gospodării și 8.817 familii. La recensământul din 2010, densitatea populației era de 362,5 locuitori pe milă pătrată (140,0 loc./km2), cu o populație totală de 18.037 de persoane. Cele 6.138 de unități locative aveau o medie de 74,0 pe milă pătrată (28,6/km2). Componența rasială a orașului a fost de 88,5% alb, 3,6% afro-american, 0,4% american nativ, 0,8% asiatic, 0,1% insular din Pacific, 4,2% din alte rase, și 2,4% din două sau mai multe rase. Hispanicii sau latinii de orice rasă reprezentau 15,2% din populație. În 2020, componența rasială și etnică era următoarea: 68,87% alb nehispanic, 8,95% afro-american, 0,52% american nativ, 1,07% asiatic, 0,07% insular din Pacific, 0,31% altă rasă, 4,14% multirasial și 16,07% hispanic sau latino de orice rasă.